# Pavoraja arenaria
Pavoraja arenaria är en rockeart som beskrevs av Last, Mallick och Yearsley 2008. Pavoraja arenaria ingår i släktet Pavoraja och familjen egentliga rockor. IUCN kategoriserar arten globalt som otillräckligt studerad. Inga underarter finns listade i Catalogue of Life.